# 핼리팩스 라인멘
핼리팩스 라인멘(Halifax Rainmen)는 노바스코샤주, 핼리팩스를 연고지로 하는 2011년~2015년 NBL 캐나다 애틀랜틱 디비전 소속 프로 농구 팀이다.

## 역대 홈경기장
| 핼리팩스 라인멘  |               |                       |                                      |
| 경기장           | 사용기간      | 장소                  | 비고                                 |
| 스코샤 뱅크 센터 | 2007년~2015년 | 노바스코샤주 핼리팩스 | 핼리팩스 메트로 센터 (2007년~2014년) |